# Каллош Шандор Ернестович
Шандор Ернестович Каллош (23 жовтня 1935) — російський композитор.

## Фільмографія
- «Пригоди Нукі» (1976)
- «Сімейні обставини» (1977)
- «Сільська мозаїка» (1980)
- «Стару-ха-рмса» (1991)

Автор музики до українських фільмів:
- «Тривожне небо Іспанії» (1984),
- «Добре сидимо!» (1986),
- «Рябий пес, що біжить краєм моря» (1990, 2 с.),
- «Дафніс і Хлоя» (1992),
- «Арієль» (1992),
- «Дика любов» (1993),
- «По прямій» (1993),
- «Декілька любовних історій» (1994),
- «Принцеса на бобах» (1996),
- «Тяжіння сонця» (1998, Зс.) тощо.

Член Національної спілки кінематографістів Росії.